# Robert C. Merton
Robert Carhart Merton (New York, 31 juli 1944) is een Amerikaans econoom. Hij is een van de drie pioniers op het gebied van de financiële waardering van opties. Hij verbeterde het werk van collega-economen Fischer Black en Myron Scholes. In 1997 ontving hij daarvoor samen met Scholes de Prijs van de Zweedse Rijksbank voor economie, beter bekend als de Nobelprijs voor de Economie; Black was toen al overleden.

## Biografie
Merton werd geboren in de stad New York als zoon van een Joodse vader, de socioloog Robert K. Merton (de bedenker van onder andere het selffulfilling prophecy-concept), en moeder Suzanne Carhart. Hij groeide op in het dorp Hastings-on-Hudson, in de staat New York. 

Hij behaalde een Bachelor of Science in Engineering Mathematics aan de Columbia-universiteit, een Masters of Science aan het California Institute of Technology en zijn doctoraat in economie aan het Massachusetts Institute of Technology in 1970 onder leiding van Paul Anthony Samuelson. Vervolgens was hij tot 1988 professor aan de MIT Sloan School of Management in Cambridge, Massachusetts, van 1988 tot 1998 Professor of Business Administration aan de Harvard University en van 1998-2010 Professor aan de Harvard Business School. In 2010 werd hij ten slotte emeritus hoogleraar, weer bij de MIT Sloan School of Management.

Merton trouwde in 1966 met June Rose. Ze scheidden in 1996. Ze hebben drie kinderen: twee zonen en een dochter.

## Loopbaan
- 1968 Arbitrage Management Company (hedgefund).
- 1970-1988: School of Management Distinguished Professor of Finance aan de financiële faculteit van de MIT Sloan School of Management.
- Resident Scientist bij Dimensional Fund Advisors (een investeringsmaatschappij); hier ontwikkelde hij een next-generation geïntegreerd systeem voor pensioenbeheer.
- 1988-1998: George Fisher Baker Professor of Business Administration aan de Harvard University.
- 1993 mede-oprichter van het hedgefonds Long-Term Capital Management, dat vier jaar lang een hoog rendement opleverde, maar in 1998 4,6 miljard dollar verloor en door een consortium van banken werd gered; begin 2000 werd het opgeheven.
- 1986 Voorzitter van de American Finance Association en fellow van de American Academy of Arts and Sciences.
- 1998-2010: de eerste John and Natty McArthur University Professor aan de Harvard Business School.
- 2010-heden: emeritus hoogleraar aan de Harvard University.

## Onderzoeksgebieden
Het onderzoek van Merton richtte zich op de financieringstheorie, waaronder levenscyclusfinanciering, optimale selectie van intertemporele portefeuilles, prijsbepaling van kapitaalgoederen, prijsstelling van opties, risicovolle bedrijfsschulden, leninggaranties en andere complexe afgeleide effecten. Hij schreef ook over de werking en regulering van financiële instellingen. Later verlegde hij zijn academische interesses naar financiële innovatie en dynamiek van institutionele verandering, het beheersen van de verspreiding van macrofinancieel risico en het verbeteren van methoden voor het meten en beheren van overheidsrisico's. 

## Belangrijke publicaties
- Theory of rational option pricing (1973).
- Continuous-Time Finance (1988)
- Cases in Financial Engineering: Applied Studies of Financial Innovation (artikel in The Journal of Finance, 1995, samen met vier andere auteurs)
- The Global Financial System: A Functional Perspective (artikel in The Journal of Finance, 1997, samen met acht andere auteurs)

## Onderscheidingen
De belangrijkste onderscheidingen die Merton ten deel vielen:
- 1993 lid van United States National Academy of Sciences.
- 1997 de Alfred Nobel Memorial Prize in Economische Wetenschappen voor een nieuwe methodologie om derivaten te waarderen (samen met Myron Scholes).
- Eredoctoraten van achttien universiteiten.

## Gebruikte bronnen
Dit artikel of een eerdere versie ervan is een (gedeeltelijke) vertaling van het artikel Robert C. Merton op de Engelstalige Wikipedia, dat onder de licentie Creative Commons Naamsvermelding/Gelijk delen valt. Zie de bewerkingsgeschiedenis aldaar.
1. ↑  zie een uitgebreider overzicht met zijn onderscheidingen op Robert C. Merton - Honours and awards

- Bibsys: 90278167
- Bibliothèque nationale de France: cb12308799q (data)
- CiNii: DA04517245
- Gemeinsame Normdatei: 128635576
- International Standard Name Identifier: 0000 0001 2134 9496
- Library of Congress Control Number: n84052469
- Nationale Bibliotheek van Letland: 000007635
- Mathematics Genealogy Project: 137086
- Bibliotheek van het Japanse parlement: 00514996
- Nationale Bibliotheek van Tsjechië: vse2010601538
- Nationale Bibliotheek van Israël: 987007429927505171
- Nationale Bibliotheek van Polen: a0000001619207
- Nationale en Universitaire bibliotheek Zagreb: 000268353
- Nederlandse Thesaurus van Auteursnamen: 070438250
- Réseau des bibliothèques de Suisse occidentale: 02-A003586518
- Système universitaire de documentation: 03196950X
- Virtual International Authority File: 59150546
- WorldCat: E39PBJcwDRdgmcvkRVTdcttxjC

1969: Frisch, Tinbergen ·
1970 : Samuelson ·
1971: Kuznets ·
1972: Hicks, Arrow ·
1973: Leontief ·
1974: Myrdal, Hayek ·
1975: Kantorovitsj, Koopmans ·
1976: Friedman ·
1977: Ohlin, Meade ·
1978: Simon ·
1979: Schultz, Lewis ·
1980: Klein ·
1981: Tobin ·
1982: Stigler ·
1983: Debreu ·
1984: Stone ·
1985: Modigliani ·
1986: Buchanan ·
1987: Solow ·
1988: Allais ·
1989: Haavelmo ·
1990: Markowitz, Miller, Sharpe ·
1991: Coase ·
1992: Becker ·
1993: Fogel, North ·
1994: Harsanyi, Nash, Selten ·
1995: Lucas ·
1996: Mirrlees, Vickrey ·
1997: Merton, Scholes ·
1998: Sen ·
1999: Mundell ·
2000: Heckman, McFadden ·
2001: Akerlof, Spence, Stiglitz ·
2002: Kahneman, Smith ·
2003: Engle, Granger ·
2004: Kydland, Prescott ·
2005: Aumann, Schelling ·
2006: Phelps ·
2007: Hurwicz, Maskin, Myerson ·
2008: Krugman ·
2009: Ostrom, Williamson ·
2010: Diamond, Mortensen, Pissarides ·
2011: Sims, Sargent ·
2012: Roth, Shapley  ·
2013: Fama, Hansen, Shiller  ·
2014: Tirole  ·
2015: Deaton  ·
2016: Hart, Holmström ·
2017: Thaler ·
2018: Nordhaus, Romer ·
2019: Banerjee, Duflo, Kremer ·
2020: Milgrom, Wilson ·
2021: Imbens, Angrist, Card ·
2022: Bernanke, Diamond, Dybvig ·
2023: Goldin ·
2024: Acemoglu, Johnson, Robinson